# باشگاه فوتبال ملادا بولسلاف
باشگاه فوتبال ملادا بولسلاف (به چکی: FK Mladá Boleslav) یک باشگاه فوتبال در جمهوری چک است که در شهر ملادا بولسلاف قرار دارد و هم‌اکنون در لیگ برتر فوتبال جمهوری چک بازی می‌کند.
این باشگاه در سال ۱۹۰۲ میلادی تأسیس شده‌است.

## افتخارات
- جام حذفی فوتبال جمهوری چک
  - قهرمان (۱): ۲۰۱۱
- لیگ برتر فوتبال جمهوری چک
  - نایب قهرمان (۱): ۰۶–۲۰۰۵
- لیگ دسته دوم فوتبال جمهوری چک
  - قهرمان (۱): ۰۴–۲۰۰۳